# Cyperus cremeomariscus
Cyperus cremeomariscus är en halvgräsart som beskrevs av Kaare Arnstein Lye. Cyperus cremeomariscus ingår i släktet papyrusar, och familjen halvgräs. Inga underarter finns listade i Catalogue of Life.